# Церковь Христа Искупителя (Ландсхут)
Церковь Христа Искупителя (нем. Erlöserkirche) — евангелическо-лютеранская церковь на востоке баварского города Ландсхут; её не следует путать с церковью Христа, построенной в 1897 году на западе города — которая также изначально называлась «Церковь Христа Искупителя». Современная церковь Христа Искупителя была построена в пятом районе города в период с 1961 по 1963 год по проекту мюнхенского архитектора Ханса Дёльгаста.